# Арроне
Арроне (італ. Arrone) — муніципалітет в Італії, у регіоні Умбрія,  провінція Терні.
Арроне розташоване на відстані близько 80 км на північ від Рима, 70 км на південний схід від Перуджі, 10 км на схід від Терні.
Населення — 2789 осіб (2014).
Щорічний фестиваль відбувається 24 червня. Покровитель — святий Іван Хреститель.

## Демографія
Населення за роками:

Станом на 1 січня 2023 року в муніципалітеті офіційно проживав 261 іноземець з 26 країн, серед них 108 громадян країн Євросоюзу та 26 громадян України.

## Сусідні муніципалітети
- Ферентілло
- Лабро
- Монтефранко
- Морро-Реатіно
- Поліно
- Терні